# Электрометка
Электрометка или знак тока — одно из специфических проявлений электротравмы, которое имеет вид некротического повреждения кожного покрова или слизистой оболочки тела в точке контакта с проводником электрического тока достаточно высокой мощности. Относится к электроожогам I-й степени.
Электрометка возникает под влиянием джоулева тепла и электролитического действия тока. При сгорании металлического проводника, касающегося тела, может иметь место импрегнация металла в кожные покровы. Возможно также обугливание отдельных частей тела. Обычно электрометка имеет серовато-белую окраску, овальную или округлую форму, кратерообразное дно и приподнятые края, однако во многих случаях она может выглядеть как бородавка, резаная рана, мелкоточечная татуировка, мозоль или кровоизлияние.